# شو تورول
شو طورول
شو تورول أو شو طورول أو شو دورول تولى الحكم من (2332-2218 ق م) بعد وفاة أبيه دودو (الملك) وهو آخر ملوك أكاد نقل عاصمته إلى اوروك بعد أن هاجمها الكوتيين واسقطوها سنة 2218 ق م .